# Aspettando il ritorno di papà
Aspettando il ritorno di papà (Wait Till Your Father Gets Home), anche noto come Ribelli in famiglia, è una sitcom animata statunitense del 1972, creata e prodotta da Hanna-Barbera Productions.
Basata sul segmento Love and the Old-Fashioned Father di Love, American Style, inizialmente sarebbe dovuta essere girata in live action, tuttavia lo scarso successo dell'episodio pilota (con la partecipazione di Van Johnson) l'ha portata a diventare la prima sitcom animata per adulti. È ispirato dalla sitcom Arcibaldo di CBS.
La serie è stata trasmessa per la prima volta negli Stati Uniti in syndication dal 12 settembre 1972 all'8 ottobre 1974, per un totale di 48 episodi ripartiti su tre stagioni. In Italia la serie è stata trasmessa su Rai 1 dal 2 maggio 1976 e su Rete 4 dal 1980.

## Trama
Harry Boyle è un agente commerciale di una ditta di arredamento da giardini, sposato con Irma, casalinga frustrata, con due figli hippies, lo spiantato Chet, la corpulenta ribelle Alice, ed uno adolescente, il discolo Jamie, le cui idee sono però in linea con il padre.
Harry ed Irma di idee conservatrici, sono amici di Ralph Kane, loro vicino, rassomigliante all'allora presidente statunitense Richard Nixon, un estremista reazionario affetto da deliri paranoici su un complotto sovietico a danno dell'America, di cui naturalmente lui solo scorge gli indizi, che vanno dal tempo atmosferico ai cani randagi ad un hippie, amico dei ragazzi. Ralph, per "l'evenienza" di un'invasione sovietica si avvale di uno sparuto esercito di volontari, capitanati da un'attempata Sara Whittaker, che costantemente vigila sulle vicissitudini del suo vicino.
Nella versione per la Rai i suoi timori vertono su un'imminente invasione aliena.

## Episodi
| Stagione         | Episodi | Prima TV USA | Prima TV Italia |
| ---------------- | ------- | ------------ | --------------- |
| Prima stagione   | 24      | 1972-1973    | 1976-1981       |
| Seconda stagione | 20      | 1973-1974    | 1981            |
| Terza stagione   | 4       | 1974         | 1981            |

## Personaggi e doppiatori
- Harry Boyle (stagioni 1-3), voce originale di Tom Bosley, italiana di Gianfranco Bellini.
- Irma Boyle (stagioni 1-3), voce originale di Joan Gerber, italiana di Flaminia Jandolo.
- Alice Boyle (stagioni 1-3), voce originale di Kristina Holland, italiana di Isabella Pasanisi
- Chet Boyle (stagioni 1-3), voce originale di David Hayward e Lennie Weinrib, italiana di Vittorio Stagni.
- Jamie Boyle (stagioni 1-3), voce originale di Jackie Earle Haley e Willie Aames.
- Ralph Boyle (stagioni 1-3), voce originale di Jack Burns.